# Chaetotrichum sydowii
Chaetotrichum sydowii är en svampart som beskrevs av Petr. 1951. Chaetotrichum sydowii ingår i släktet Chaetotrichum och riket svampar.   Inga underarter finns listade i Catalogue of Life.